# Gland (Vaud)
Gland é uma comuna no Distrito de Nyon no Cantão de Vaud, Suíça. Embora o francês seja seu idioma oficial, há em torno de 80 nacionalidades residindo nessa cidadezinha, que conta com uma população de 12.200 (2013).

## Economia
Em virtude de estar bem localizada entre os centros urbanos de  Genebra e Lausanne, muitas companhias internacionais têm as matrizes em Gland, como a Sun Microsystems, IUCN (União Internacional para a Conservação da Natureza), a Convenção Ramsar e o WWF.
A corretora e banco Swissquote, tem sua matriz também nesta cidade.

## Demografia
Gland é um dos principais municípios do cantão de Vaud. Dos habitantes, 79,5% são francófonos, 6,5% são germanófonos e 3,6% anglófonos. Depois de 1960, a população teve um rápido acréscimo, com um aumento sete vezes maior no número de habitantes no prazo de trinta anos.

## Galeria

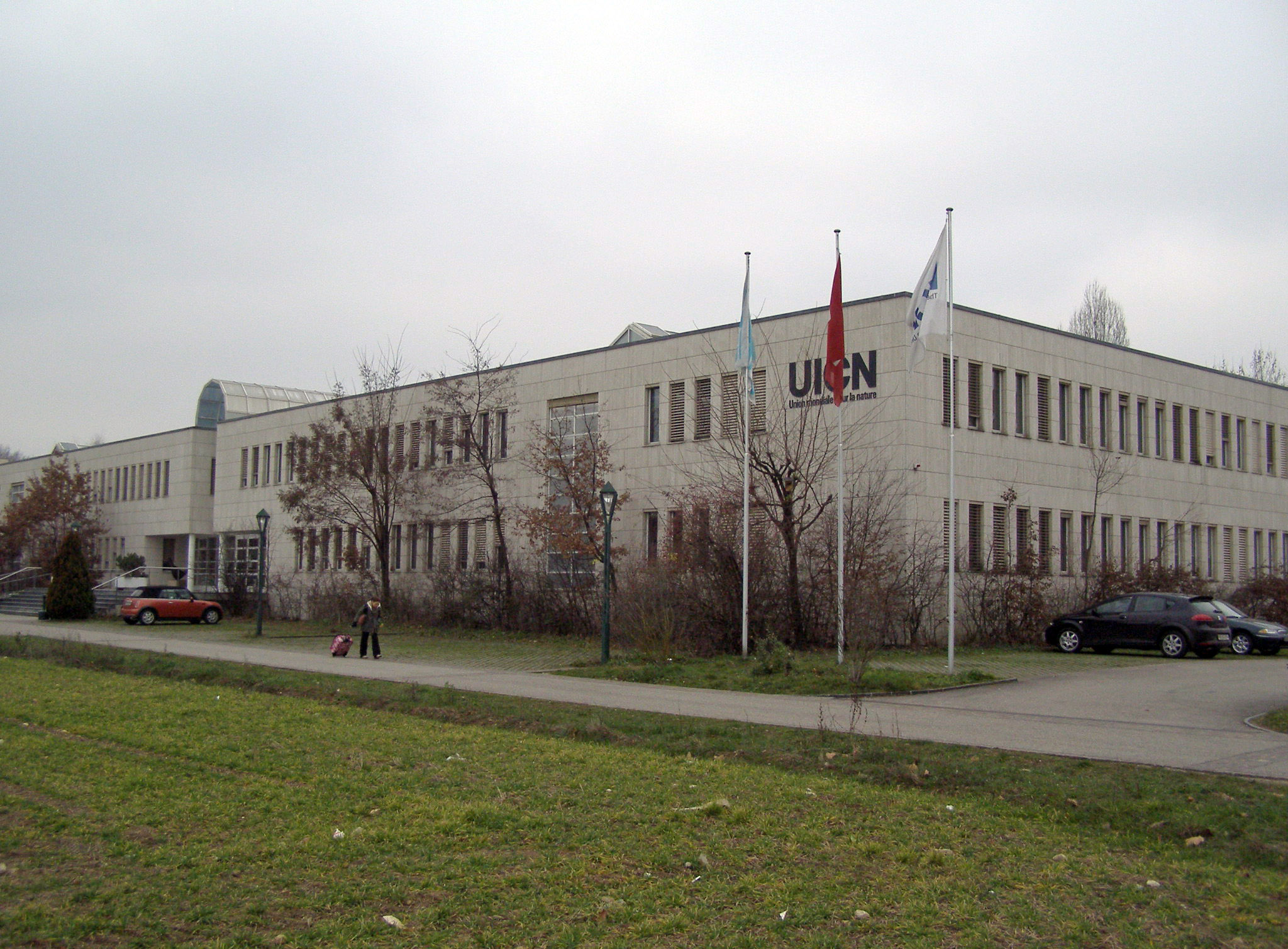
Prédio da IUCN
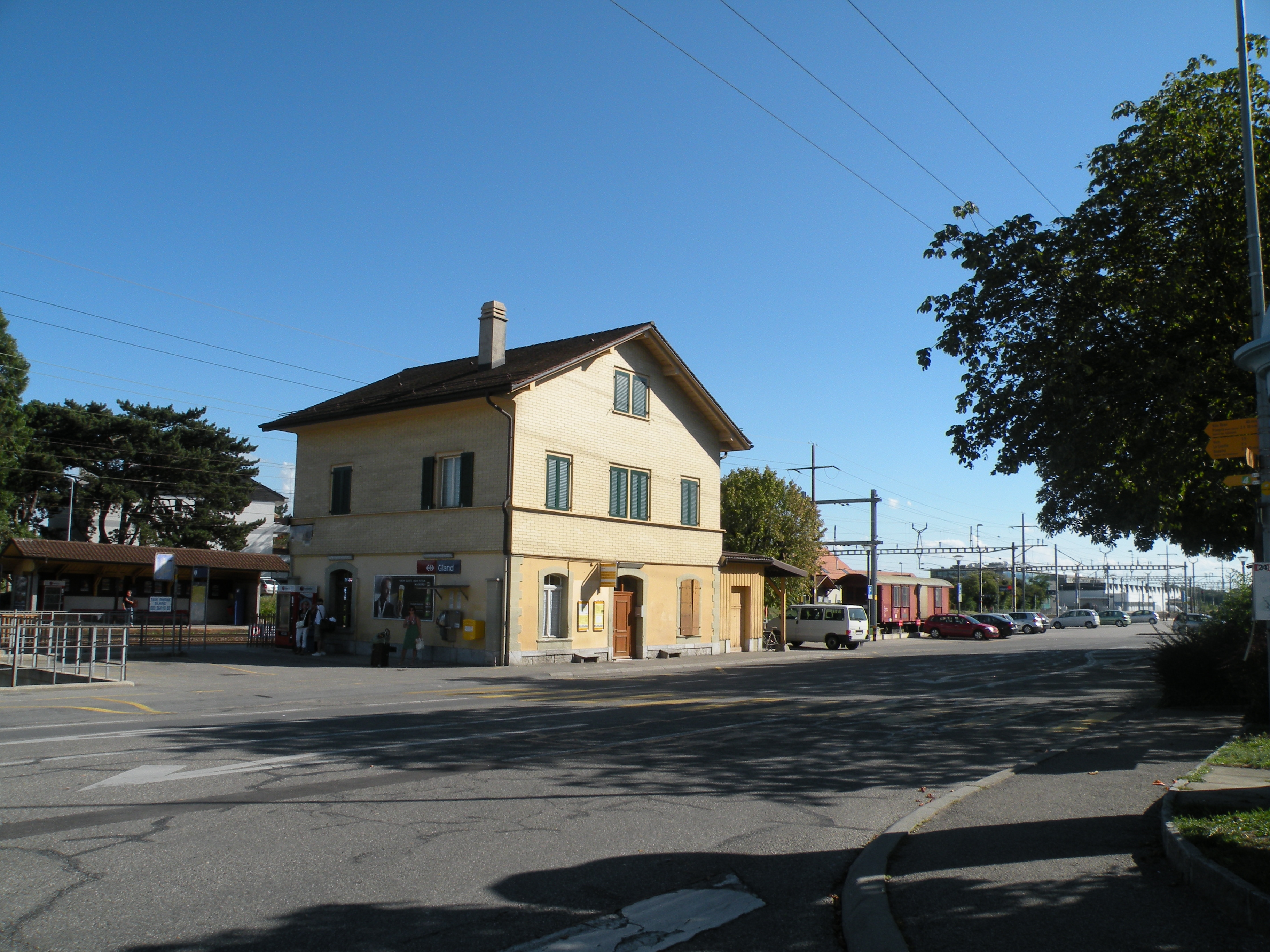
Estação de trem de Gland